# Zhang Guowei (Hochspringer)
Zhang Guowei (chinesisch 張國偉 / 张国伟, Pinyin Zhāng Guówěi; * 4. Juni 1991 in Yantai) ist ein ehemaliger chinesischer Hochspringer.

## Sportliche Laufbahn
Erste internationale Erfahrungen sammelte Zhang Guowei im Jahr 2010, als er bei den Juniorenasienmeisterschaften in Hanoi mit übersprungenen 2,23 m die Silbermedaille. Im Jahr darauf belegte er bei den Asienmeisterschaften in Kōbe mit 2,15 m den achten Platz und qualifizierte sich auch für die Weltmeisterschaften in Daegu, bei denen er bis in das Finale gelangte und dort mit 2,25 m den zehnten Platz belegte. 2012 gewann er bei den Hallenasienmeisterschaften in Hangzhou mit einer Höhe von 2,28 m die Silbermedaille hinter dem Katari Mutaz Essa Barshim und erreichte anschließend bei den Hallenweltmeisterschaften in Istanbul mit 2,31 m Vierter. Im Sommer nahm er erstmals an den Olympischen Spielen in London teil, scheiterte dort aber mit 2,21 m in der Qualifikation aus.
2013 belegte er bei den Weltmeisterschaften in Moskau mit 2,29 m den neunten Platz und 2014 gewann er bei den Hallenasienmeisterschaften in Hangzhou mit 2,20 m die Bronzemedaille hinter dem Katari Barshim und Majd Eddin Ghazal aus Syrien. Anschließend wurde er bei den Hallenweltmeisterschaften in Sopot mit 2,29 m Siebter. Im Herbst nahm er an den Asienspielen in Incheon teil und gewann dort mit 2,33 m die Silbermedaille hinter Barshim. Bei den Weltmeisterschaften 2015 in Peking übersprang er 2,33 m im ersten Versuch. Nachdem er, wie der Kanadier Derek Drouin und der Ukrainer Bohdan Bondarenko an 2,36 scheiterte, mussten die drei Springer ins Stechen. Drouin übersprang 2,34 und gewann Gold, Zhang und Bondarenko erhielten gemeinsam die Silbermedaille. 2016 nahm er erneut an den Olympischen Spielen in Rio de Janeiro teil und schied dort mit 2,22 m erneut in der Qualifikation aus. 2017 gewann er bei den Asienmeisterschaften in Bhubaneswar mit einer Höhe von 2,28 m die Silbermedaille hinter dem Südkoreaner Woo Sang-hyeok. Verletzungen bremsten ihn in der Folge wiederholt aus.
Im März 2019 sperrte ihn der chinesische Leichtathletikverband wegen Verstoßes gegen die Bestimmungen zu kommerziellen Aktivitäten und startete daher bei Wettkämpfen in Europa. Anfang April 2020 gab Zhang sein sportliches Karriereende bekannt.
2012 und 2017 wurde er chinesischer Meister im Hochsprung.

## Persönliche Bestleistungen
- Hochsprung: 2,38 m, 30. Mai 2015 in Eugene
  - Hochsprung (Halle): 2,33 m, 21. März 2014 in Peking